# Arthur Bowen Davies
Arthur Bowen Davies (Utica, 26 settembre 1862 – Firenze, 24 ottobre 1928) è stato un pittore statunitense.
Le sue opere figurative sono dipinti di genere, nudi, paesaggi e rappresentazioni allegoriche.

## Biografia
Agli inizi degli anni 1880, Davies iniziò i suoi studi artistici presso l'Academy of Fine Arts di Chicago, fece un viaggio in Messico ove lavorò come designer industriale, ed entrò a far parte della Art Students League of New York. Nel 1893, Davies fece un viaggio-studio in Europa, ove conobbe James Abbott McNeill Whistler e i Preraffaeliti e scoprì Eugène Delacroix e i pittori italiani. Nel 1908, Davies organizzò l'unica mostra del gruppo conosciuto come "The Eight", i cui membri appartenevano alla Ashcan School. Nel 1913, Davies fu l'organizzatore dell'Armory Show, prima rassegna d'arte moderna tenuta negli USA, assieme a Walt Kuhn e Walter Pach. Fu anche consulente di Lillie P. Bliss, la cui collezione d'arte andò a confluire nel futuro Museum of Modern Art di New York. Davies trascorse gli ultimi anni di vita a Parigi, ove collaborò con la Manifattura dei Gobelins. Davies morì a Firenze nel 1928.

## Galleria d'immagini

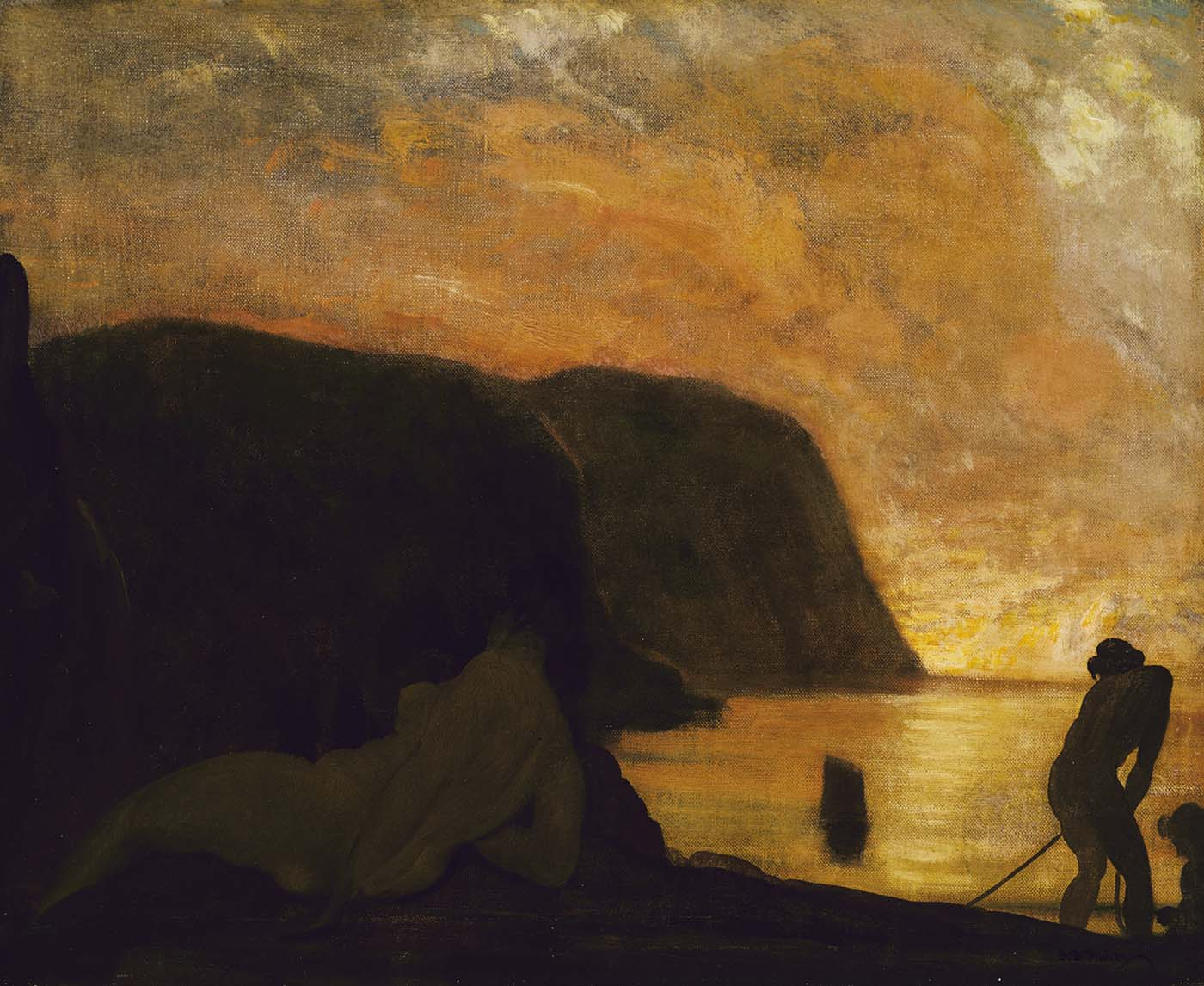
A Greater Morning (ca. 1900-1905)
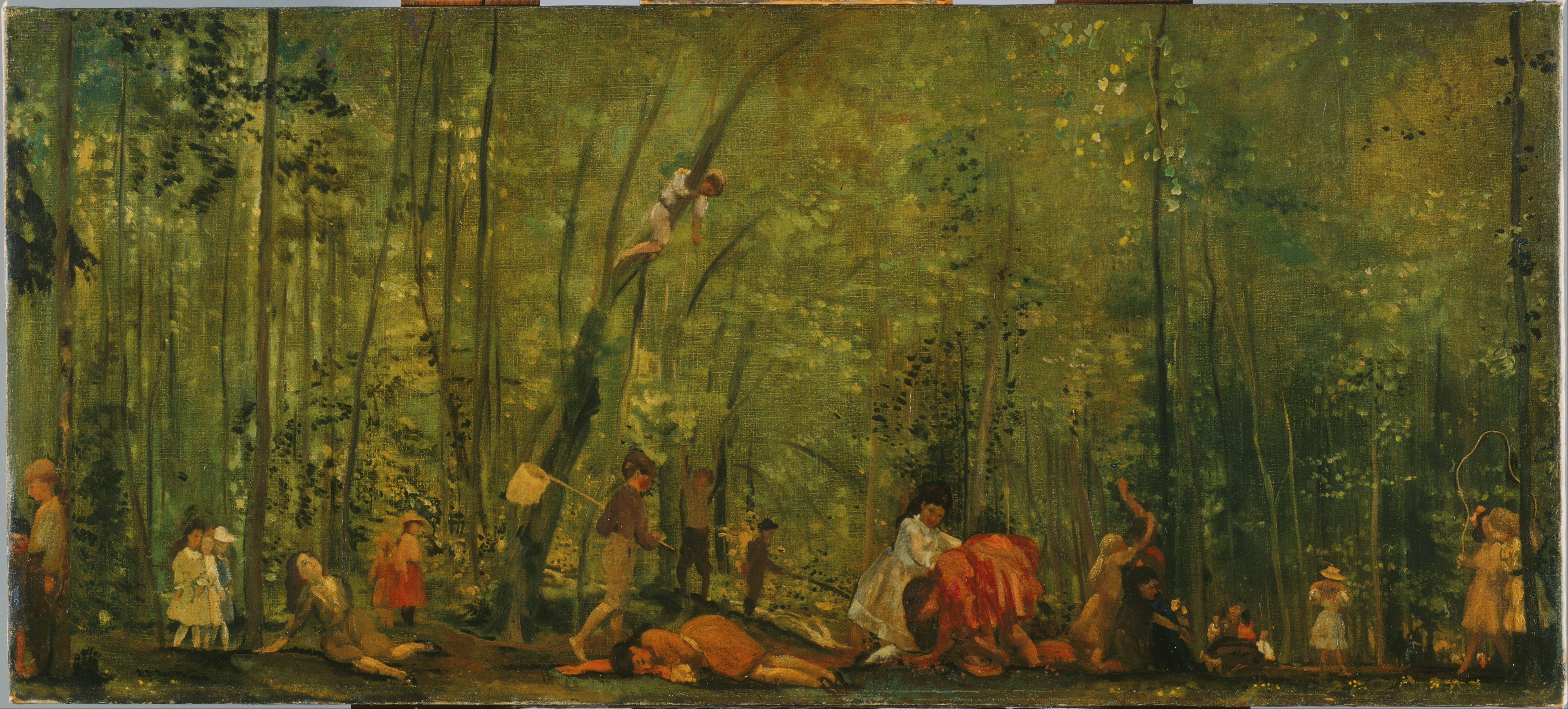
Springtime of Delight (1906)
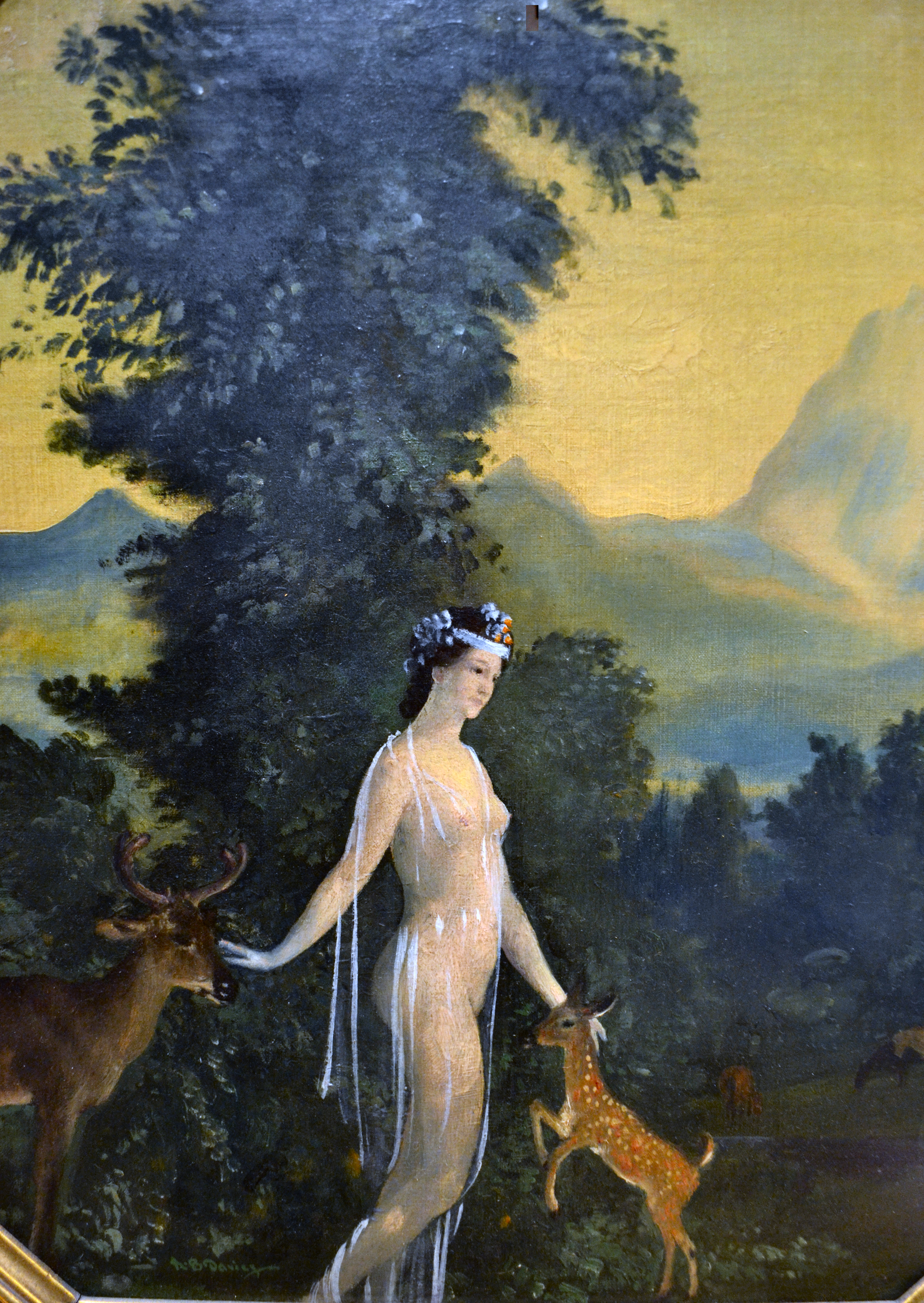
Artemis (ca. 1909)
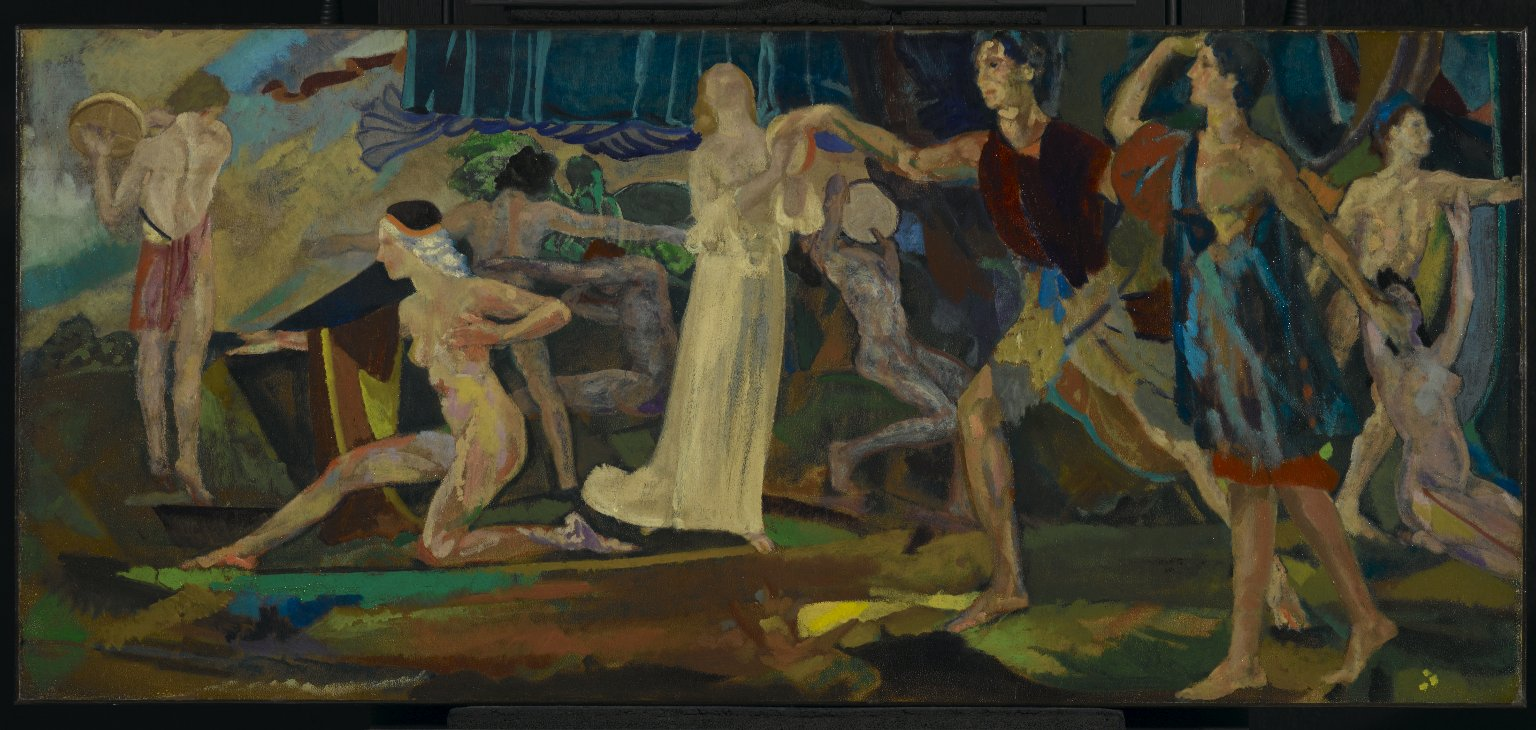
Freshness of the Wounded (ca. 1917)